# Wielki Dwór (Białoruś)
Wielki Dwór (biał. Вялікі Двор, Wialiki Dwor; ros. Великий Двор, Wielikij Dwor) – wieś na Białorusi, w obwodzie mińskim, w rejonie stołpeckim, w sielsowiecie Świerżeń Stary.

## Historia
W dwudziestoleciu międzywojennym folwark leżący w Polsce, w województwie nowogródzkim, w powiecie nieświeskim, w gminie Horodziej. W 1921 miejscowość liczyła 114 mieszkańców, zamieszkałych w 25 budynkach, w tym 98 Białorusinów i 16 Polaków. 92 mieszkańców było wyznania prawosławnego i 22 rzymskokatolickiego.
Po II wojnie światowej w granicach Związku Sowieckiego. Od 1991 w niepodległej Białorusi.

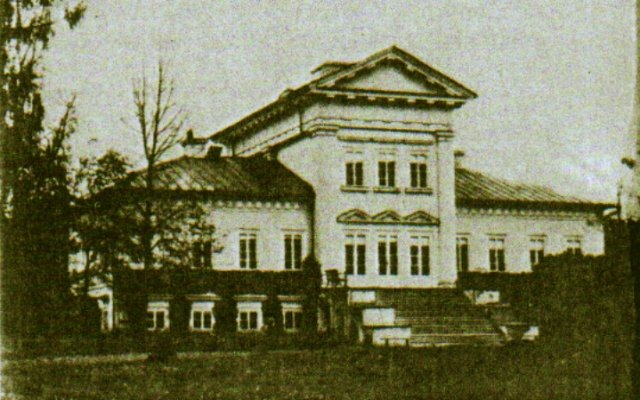
dwór w Wielkim Dworze w 1894